# Matías Vitkieviez
Matías Vitkieviez (* 16. Mai 1985 in Montevideo) ist ein uruguayisch-schweizerischer ehemaliger Fussballspieler. Er wurde im rechten Mittelfeld oder als Stürmer eingesetzt. 

## Karriere
Im Januar 2013 wurde er an den Servette FC Genève ausgeliehen, ehe er im folgenden Sommer leihweise für eine Saison zum FC St. Gallen wechselte.
Am 23. Februar 2012 wurde Vitkieviez von Ottmar Hitzfeld erstmals für die Schweizer Fussballnationalmannschaft aufgeboten, worauf er im Testspiel gegen Argentinien zu einem Kurzeinsatz kam.
Ab Juli 2014 spielte er für Young Boys Bern und kam dort in der Saison 2014/15 dreimal in der Liga zum Einsatz. Im Juli 2015 kehrte er zu Servette Genf zurück.